# Distretto di Tai'erzhuang
Il distretto di Tai'erzhuang (台儿庄区S, Tái'érzhuāng QūP) è un distretto della Cina, situato nella provincia dello Shandong e amministrato dalla prefettura di Zaozhuang.